# Capex
Las inversiones en bienes de capital, gastos en capital, capex (contracción del inglés capital expenditure) o CAPEX son inversiones de capital que crean beneficios. Un CAPEX se ejecuta cuando un negocio invierte en la compra de un activo fijo o para añadir valor a un activo existente con una vida útil que se extiende más allá del año imponible. Los capex son utilizados por una compañía para adquirir o mejorar los activos fijos tales como equipamientos, propiedades o edificios industriales. En contabilidad, los CAPEX se incluyen en una cuenta de activos (capitalización) incrementando el valor base del activo (el costo o valor de un activo ajustado por motivos impositivos).

## Descripción
A fines impositivos, los CAPEX son costos que no pueden ser deducidos en el año en el cual son efectuados y deben ser capitalizados. La regla general es que, si la propiedad adquirida tiene una vida útil mayor del año imponible, el costo debe ser capitalizado. Los desembolsos relacionados con los CAPEX se amortizan o deprecian a lo largo de la vida útil del activo en cuestión. Tal y como se ha explicado anteriormente, los CAPEX crean o aumentan la base del activo o propiedad, la cual una vez ajustada, determinará la base impositiva en caso de venta o transferencia. 
Generalmente se realizan para:
1. Solucionar problemas con un activo que existía antes de su adquisición.
2. Preparar un activo para utilizarlo en un negocio.
3. Incluir los costos legales de establecer o mantener los derechos de propiedad sobre un determinado activo.
4. Incluir la restauración de una propiedad o la adaptación a un uso nuevo.
5. Comenzar un nuevo negocio.

Una pregunta común es cuándo deben ciertos costos ser capitalizados y cuándo gastados. Los costos que son gastos aparecen simplemente en el estado de resultados o informe de pérdidas y ganancias como costos de un mes en particular; los costos que serán capitalizados sin embargo, aparecen como amortización a lo largo de varios años.